# Quad rugby

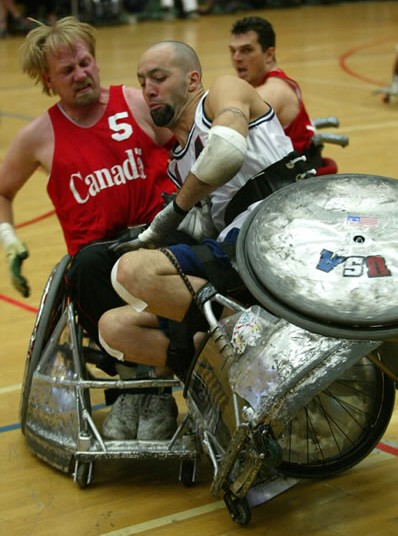
Quad rugby

Quad rugby is een dynamische teamsport voor mensen met een lichamelijke beperking aan alle vier de ledematen. De sport wordt wereldwijd in meer dan veertig landen beoefend en is sinds 2000 een paralympische sport.

## Geschiedenis
In 1976 is quad rugby in Canada ontstaan. Het is ontwikkeld voor mensen met een hoge dwarslaesie. De sport kreeg in het begin de naam murderball mee, door het ruige karakter van de sport. In 1981 werd de naam door een Amerikaan veranderd in quad rugby. Vanaf 2004 heet quad rugby officieel rolstoelrugby, maar in de volksmond wordt het nog vaak quad rugby genoemd.
In 1991 wordt de sport door een bewegingswetenschapper naar Nederland gehaald. In 1993 wordt de Nederlandse Competitie opgestart waarin door 8 teams wordt deelgenomen.

### Internationaal
België
België behaalde de tweede plaats in 2003, het jaar waarin zij het kampioenschap in Lommel mochten organiseren, en in de navolgende jaren werden zij vierde (2007), eerste (2009) en derde (2011).
Nederland
In 1995 wordt er voor het eerst door het Nederlandse team deelgenomen aan de Europese kampioenschappen. In 1997 werden de Europese kampioenschappen van het IWRF in Nijmegen georganiseerd. Op Europees niveau kwam Nederland nooit verder dan een vierde plaats in 1997:  
In 2000 doet het Nederlandse team voor het eerst mee op de Paralympische Zomerspelen.

## Regels
Bij quad rugby is het de bedoeling om de bal met de rolstoel over de doellijn van de tegenstander te brengen. Een score telt als ten minste twee wielen van de rugbyrolstoel de achterlijn passeren en de bal over de doellijn gaat.
De bal moet elke 10 seconde worden gestuiterd of naar een teamgenoot worden overgespeeld.
Een team heeft 12 seconden de tijd om de bal over de middenlijn te brengen, hiermee een aanval op te zetten en een poging te doen om de bal over de doellijn te brengen. Als er in de vak van de tegenstander wordt gespeeld mag de bal niet terug worden gebracht naar het eigen vak. 
Voor de doellijn ligt de key zone, in deze zone mogen maximaal drie verdedigers aanwezig zijn en de aanvallers mogen zich er maar maximaal 10 seconden bevinden.
Lichamelijk contact is niet toegestaan maar contact tussen de rolstoelen is wel toegestaan. De tegenstanders mogen door te blokkeren en de ander aan te rijden proberen om de aanval te stoppen en de bal weer over te nemen.
Een wedstrijd duurt 32 minuten verdeeld over 4 periodes van 8 minuten zuivere speeltijd. Er is 1 minuut pauze na de eerste en de derde periode en na de tweede periode is er een pauze van 5 minuten.

### Speelveld

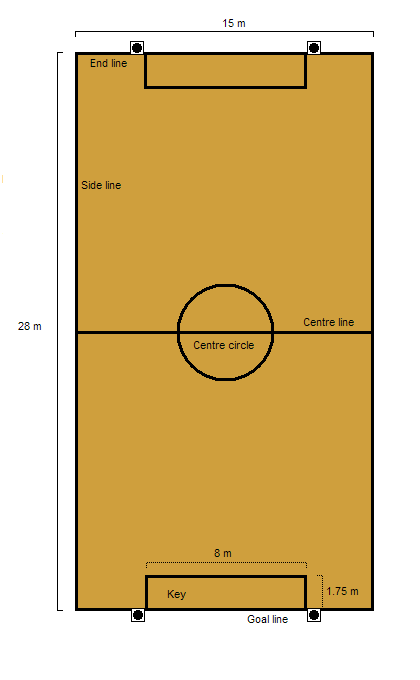
Quadrugbyveld

Quad rugby wordt gespeeld op een basketbalveld van 28 meter bij 15 meter. het veld is verdeeld in twee vakken welke worden gescheiden door een middenlijn. Aan elke zijde van het veld bevindt zich een key zone van 8 meter bij 1,75 meter. Achter de key zone bevindt zich de doellijn.

### Teams
Er mogen maar 4 spelers per team in het veld staan. Elke speler van een team krijgt een aantal klassificatiepunten toebedeeld afhankelijk van de beperkingen van de speler. het aantal klassificatiepunten mag per team niet hoger worden dan 8 punten. De punten kunnen variëren van 0,5 punten tot 3,5 punten. Een speler met maar 0,5 punten heeft meer beperkingen dan een speler met 3,5 punten.

### Arbitrage
Een wedstrijd staat onder leiding van twee scheidsrechters, deze scheidsrechters worden ondersteund door drie officials. 
- een tijdswaarnemer die speeltijd in de gaten houdt.
- een scoretafelaar die de scores van de teams bijhoudt
- een straftafelaar die de straffen en de straftijd in de gaten houdt.

Deze drie officials worden tafelofficials genoemd.

### Doelgroep
Quad rugby wordt gespeeld door sporters met een lichamelijke handicap aan alle vier de ledematen. Het wordt daardoor vooral beoefend door mensen met een aandoening in het centraal zenuwstelsel. Zoals bij een dwarslaesie, spina bifida, polio en het syndroom van Guillain-Barré, maar ook sporters met een andere aandoening zoals kleine mensen die functioneel een handicap hebben aan alle vier hun ledematen, mogen meedoen met quad rugby. Sporters die alleen een beperking hebben aan de benen mogen niet deelnemen aan quad rugby.

## De rolstoel

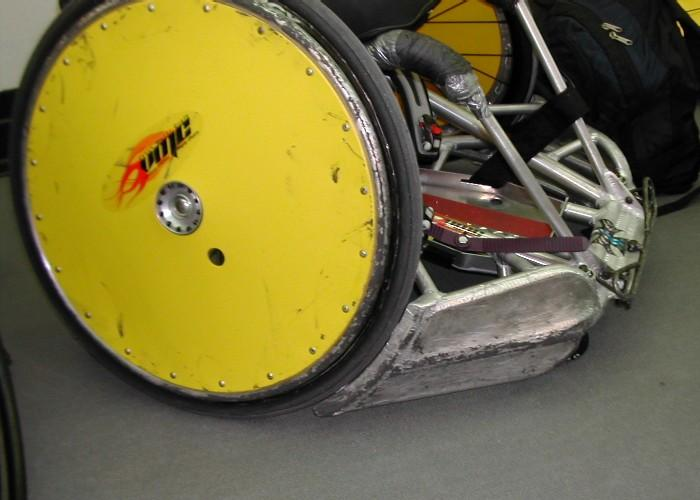
Quadrugbyrolstoel

Quad rugby wordt gespeeld in handbewogen rolstoelen. Deze rugby stoelen moeten aan bijzonder eisen voldoen. Ze moeten licht en wendbaar zijn en tegen ruw spel kunnen. Daarnaast moeten ze de spelers ook voldoende ondersteuning geven tijdens het spel en mogen spelers niet door hun rolstoel of door die van de tegenstander gewond kunnen raken.
Belangrijkste kenmerken van een rugbyrolstoel zijn de bumper aan de voorkant en de vleugels aan de zijkanten, zodat de tegenstander niet de speler kan stoppen door zijn wiel tussen de voor en de achterwiel te parkeren. Verder moeten alle wielen voorzien zijn van spaakbeschermers om schade aan de spaken te voorkomen: ook moeten rugbyrolstoelen voorzien zijn van anti-kiepwieltjes aan de achterkant.

## Documentaire
De documentaire Murderball uit 2005 kreeg nominatie voor een Oscar en won diverse andere prijzen voor beste documentaire.

De documentaire handelt om de strijd tussen het Canadese team en het team uit de Verenigde Staten in de aanloop naar Paralympische Spelen in 2004. 